# Campagne de vaccination contre la Covid-19 au Burkina Faso
Pour un article plus général, voir Pandémie de Covid-19 au Burkina Faso.
La campagne de vaccination contre la Covid-19 au Burkina Faso est officiellement lancée le mercredi 2 juin 2021 au centre médical urbain (CMU) du secteur 52 de Ouagadougou où le ministre de la Santé Charlemagne Charlemagne Ouédraogo et d'autres membres du gouvernement ont été les premiers à se faire vaccinier.

## Historique de la campagne de vaccination
Le Burkina Faso a été le dernier pays de la région ouest-africaine à recevoir ses premières doses de vaccins contre la Covid-19. 

## Critères de la première phase de vaccination
Les premières dose du vaccin contre la Covid-19 sont arrivés au Burkina Faso le 30 mai 2021. Il s'avisait de 115 000 doses l'Astra-Zeneca. Mais avant le ministère chargé de la santé avant engagé plusieurs actions de sensibilisations auprès des populations. L'une des critères de la vaccination est son caractère volontaire. La cible prioritaire sont les professionnels de la santé, les personnes vivants avec des comorbidités, les pèlerins, le personnel travaillant dans les ONGs, etc. 